# 6852 Nannibignami
6852 Nannibignami este un asteroid din centura principală de asteroizi.

## Descriere
6852 Nannibignami este un asteroid din centura principală de asteroizi. A fost descoperit pe 14 februarie 1985 la Observatorul La Silla de Henri Debehogne. Asteroidul prezintă o orbită caracterizată de o semiaxă mare de 2,39 ua, o excentricitate de 0,17 și o înclinație de 2,5° în raport cu ecliptica.